# كأس النمسا 2016–17
كأس النمسا 2016–17 (بالألمانية: Österreichischer Fußball-Cup 2016/17)‏ هو الموسم 82 من كأس النمسا. أقيم خلال الفترة 17 يوليو 2016 وحتى 1 يونيو 2017، وأشرف على تنظيمه اتحاد النمسا لكرة القدم، وكان عدد الأندية المشاركة فيه 64، وفاز فيه ريد بل زالتسبورغ.